# Steinbaechlein
Le Steinbaechlein ou Steinbaechel est une rivière du Haut-Rhin de 14,3 kilomètres de long, affluent rive droite de la Doller et défluent de la Doller, se séparant de cette dernière en aval de Pont d’Aspach. La confluence actuelle se trouve sur la commune de Pfastatt à proximité de la gare du Nord.

## Hydronymie
En allemand, Bächlein (alsacien Baechle, Baechel) signifie « ru, petit ruisseau » et Stein fait référence à la pierre. Le nom de ce cours d'eau pourrait se traduire par « ruisselet de la pierre » ou par « ruisselet caillouteux » (même étymologie que Steinbach).

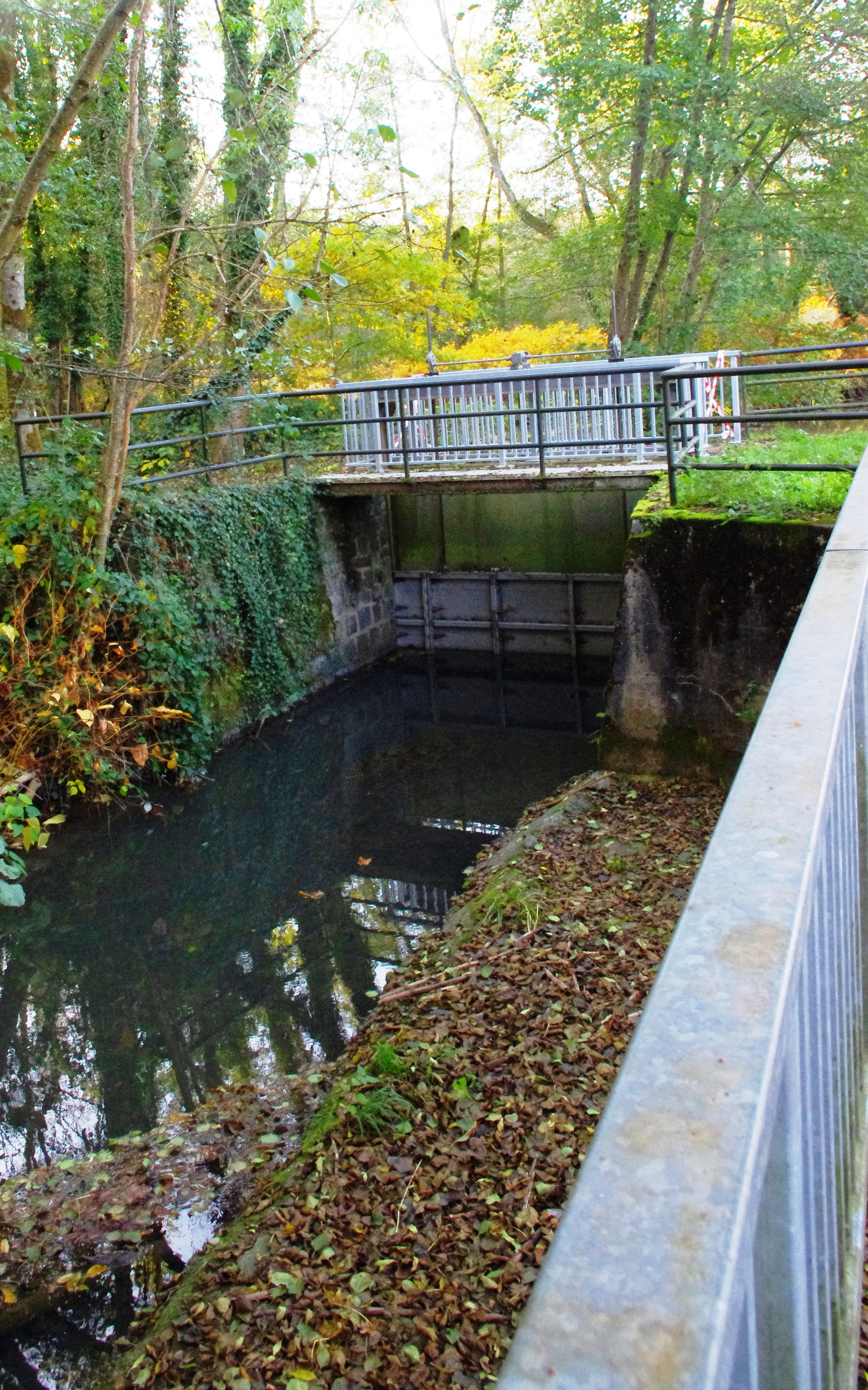
écluse défluence du canal usinier du steinbaechlein.

## Histoire
Au Moyen Âge, ce cours d'eau était utilisé pour actionner différents moulins. Il serpentait alors au Nord de Mulhouse. En 1417, la cité décide d'améliorer son potentiel défensif en multipliant le nombre de fossés. Le Steinbaechlein est alors connecté au réseau entourant Mulhouse et contribue, au même titre que l'Ill, à alimenter les 3 fossés qui protègent la cité par le Nord (le Trachenbach, le Walkenbach et le Dollergraben).
En 1666, à Mulhouse, à l'initiative du Capitaine Loescher, on irrigue 70 journaux de pré en utilisant l'eau du Steinbaechlein.
C'est avec le développement de l'industrie textile, à partir de 1756, sous l'influence de Jean-Henri Dollfus que l'urbanisation des rives de ce cours d'eau, en aval du village de Morschwiller-le-Bas va débuter.
Jusqu'à la fin du XIXe siècle, le canal traversait la ville de Mulhouse pour rejoindre l'Ill (actuellement la vieille Ill) en aval du Nouveau Bassin, dans le quartier Vauban, sur le ban communal d'Illzach. Il servait également de déversoir pour les eaux usées jusqu'à la construction du tout à l'égout en 1889. Ce bras est asséché ce qui permet l'urbanisation du quartier et en 1905, le canal n'existe plus à cet endroit.

### Le poste de soins de 1917
Une série de Bunkers construits par l'artillerie allemande en 1917 sont encore visibles dans les bois entourant la commune de Bunrhaupt-le-bas. Le groupe de constructions situé à proximité du ruisseau servait de poste de soins.

### Le lavoir du Dich
Si le canal fut avant tout construit à des fins industrielles, les lavandières de Burnhaupt-le-Bas ont rapidement utilisé cette eau pour y faire leurs "grandes lessives" et ceci jusque vers 1960. Les vestiges du lavoir sont encore visibles à l'extrémité sud-est du Hardtwald.

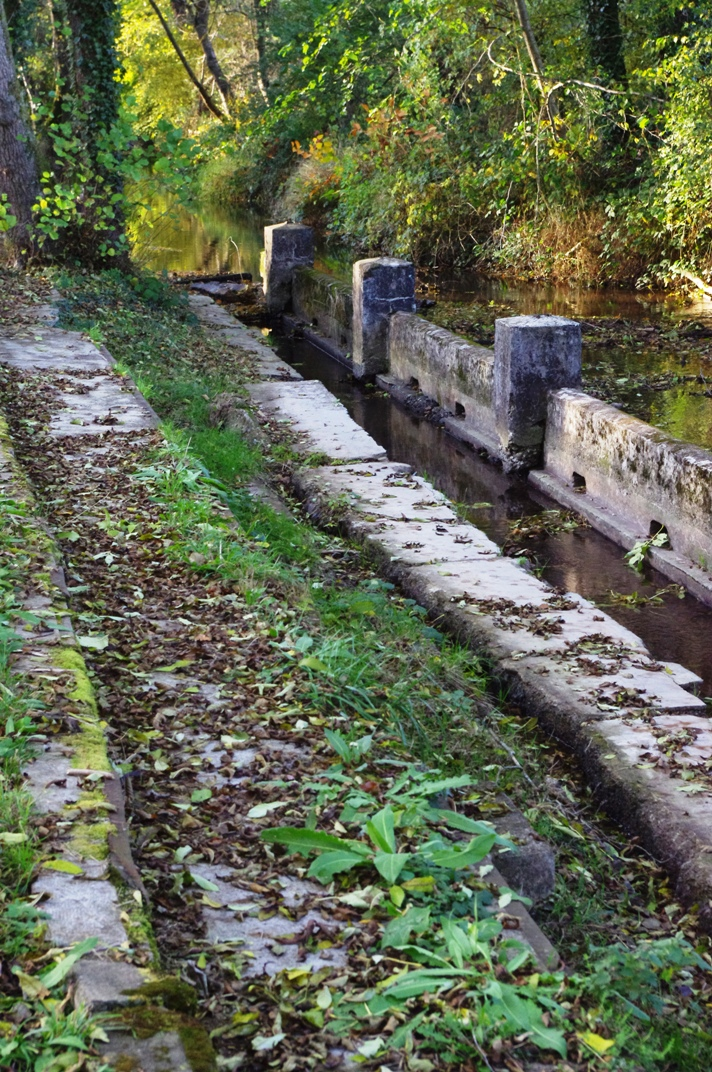
Lavoir en bordure du Steinbaechlein.

### L'usine Hofer
Ainsi, en 1780, le mulhousien Jean Hofer établit une blanchisserie et une impression à la main, là où se trouve aujourd'hui le magasin de bricolage Leroy Merlin. Les prés mentionnés plus hauts sont loués pour blanchir les draps. En effet, l'eau du ruisseau, issu de la Doller, est très pure et non calcaire contrairement à l'eau de l'Ill qui est utilisée par les teintureries.
Au décès de Jean Hofer, en 1811, l'entreprise se dédouble : la famille Schlumberger rachètent les installations dites de la Dentsche, situées au niveau du Parc de la Mer Rouge à Dornach, pour la production de colorants et autres produits chimiques. Un barrage est alors construit sur le ruisseau dont le cours est dévié et canalisé pour les besoins de leur industrie : le nom alsacien du Boulevard de l'Europe (Dentschastross) fait référence à cet ouvrage.
Les descendants directs de Jean Hofer, quant à eux, poursuivront la fabrication d'indiennes sur le site de Morschwiller-le-Bas jusqu'en 1876, date à laquelle les affaires deviennent plus difficiles avec l'annexion de l'Alsace à l'Allemagne.
En 1900, Théodore Schlumberger, alors député au Reichstag, fait rouvrir l'ancienne usine Hofer pour la fabrication de fibres artificielles et de produits d'apprêts. L'activité se poursuivra jusqu'en 1962 et le bâtiment sera finalement détruit en 1988.

### Le site des Industries Chimiques de Mulhouse Dornach
Ce site, situé non loin de la confluence, date de 1892. Il a été fondé par le chimiste Mulhousien Louis Roesler, au lieu-dit Herrenmatten (le pré des Seigneurs), légèrement à l'écart de l'agglomération, pour la fabrication de nitrobenzène et de toluidines. L'usine se trouve sur la rive gauche du Steinbaechlein, la cité ouvrière est construite sur la rive droite pour loger le personnel. Le site sera nationalisé puis cédé à Rhodia. Il fermera ses portes fin 2007 et sera entièrement démantelé en 2009.

### Larenaturationpartielle du ruisseau
La destruction de l'usine Hofer (site de Morschwiller-le-Bas) n'a pas donné lieu à des travaux de dépollution du sol. Lors de la construction de la zone commerciale en 2005, il a été décidé de replacer le ruisseau dans son talweg d'origine pour l'éloigner de la zone polluée.

## Écologie
Le ruisseau est un des sites fréquenté par le castor d'Europe, la truite fario, le spirlin, le thècle du bouleau et différentes espèces de moules d'eau douce. Ces espèces patrimoniales ont permis la constitution d'une ZNIEFF de 2e génération sur la portion de ruisseau qui s'étend du lavoir du Dich à la zone d'activité de la Mer Rouge.

## Tourisme
Sur la commune de Morschwiller le bas, le Club vosgien a balisé un circuit pédestre de 8 km, qui suit partiellement le ruisseau. De même, le sentier des Bunkers de Burnhaupt le bas, longe le canal de la défluence au lavoir du Dich.
Sur la commune de Mulhouse, des parcours découvertes permettent de trouver les traces de cet ancien ruisseau et de son utilisation dans le blanchiment des toiles (dans la Voie Privée de la friche DMC, qui relie la rue de Pfastatt à la rue de Thann et au niveau du collège Kennedy).